# Callistocythere flavidofusca
Callistocythere flavidofusca is een mosselkreeftjessoort uit de familie van de Leptocytheridae. De wetenschappelijke naam van de soort is voor het eerst geldig gepubliceerd in 1950 door Ruggieri.